# Аргос (підприємство)

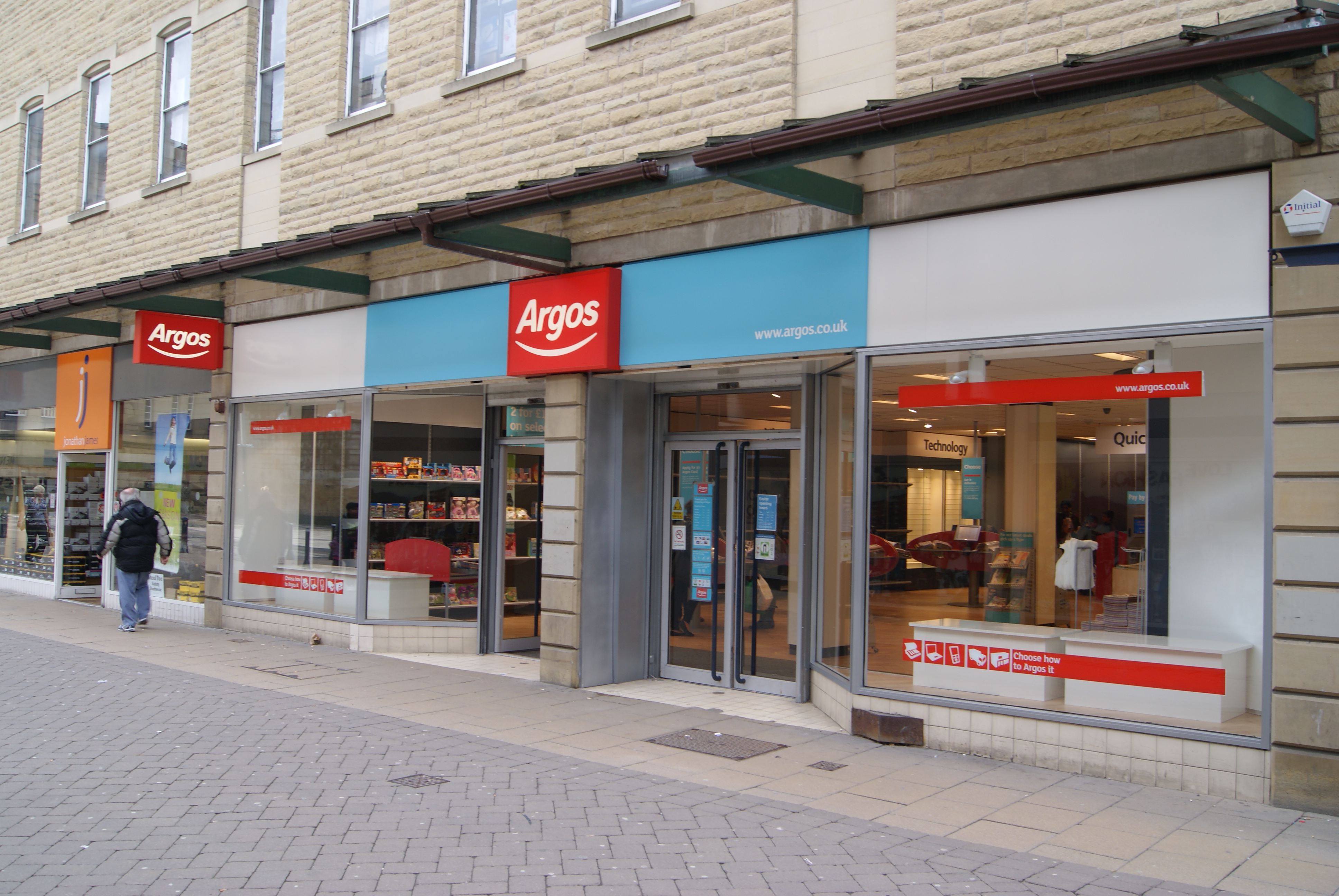
Магазин Argos в Хаддерсфілді

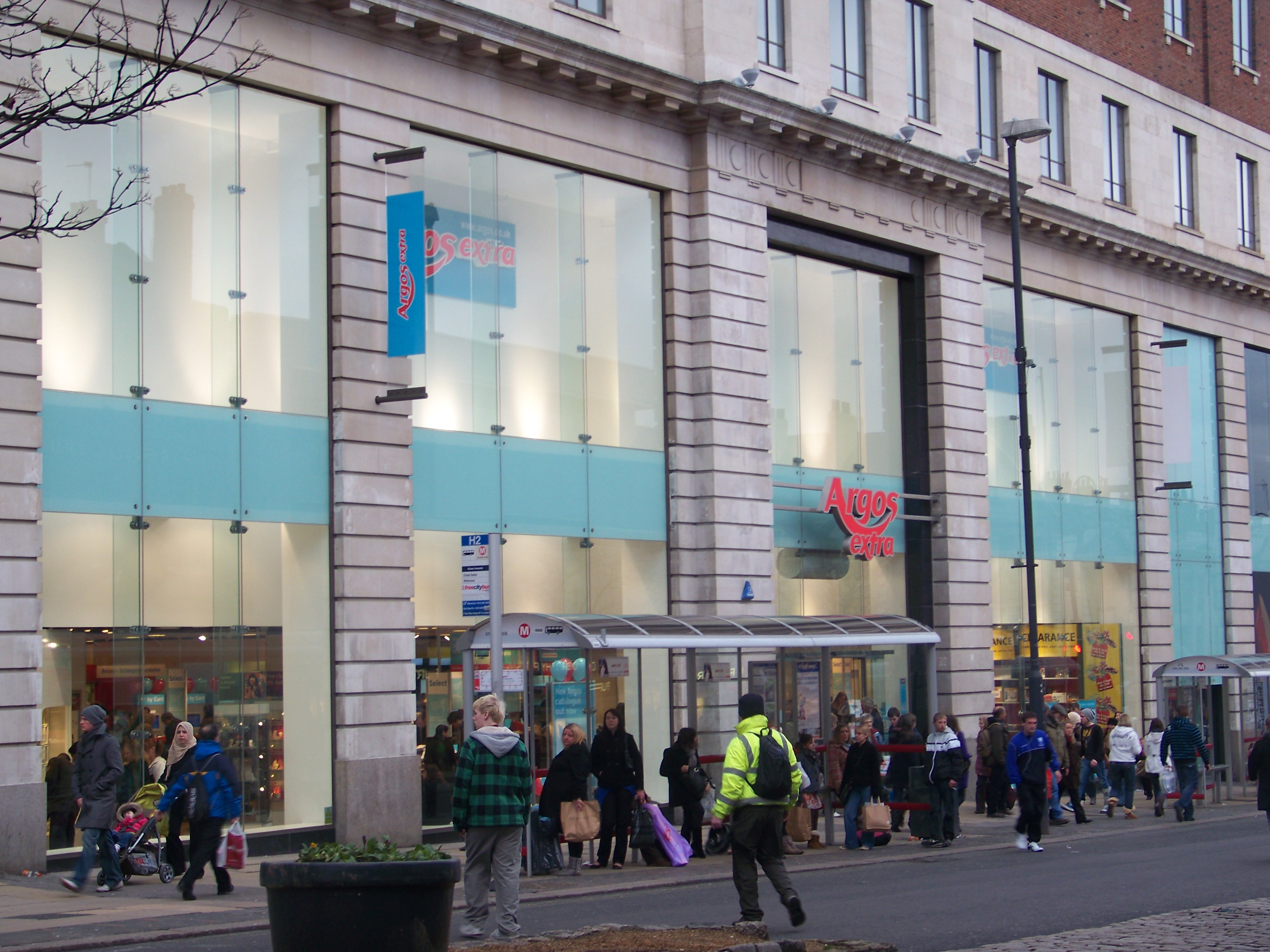
Магазин Argos Extra в Лідсі

Argos — торгова компанія у Великобританії та Ірландії, що продає товари для дому, електроніку та предмети інтер'єру.
Це найбільша компанія такого типу у Великобританії з кількістю магазинів понад 700. Величина річних продажів у 2004 році склала 3 мільярди фунтів стерлінгів, а в 2007 році — 4,2 мільярди фунтів стерлінгів. Працевлаштовано 34 000 осіб. Забезпечує продажі за каталогом та онлайн.

## Історія
Компанія була заснована Річардом Томпкінсом, спочатку під назвою Green Shield Stamps у 1960-х роках. У 1973 році назва була змінена на Argos, названу на честь місця, де виникла ідея створення компанії — місто Аргос в Греції. За перший місяць роботи компанія заробила один мільйон фунтів.

## Система продажів
Компанія здійснює продажі через каталоги та мережі магазинів. Каталог виходить двічі на рік — у січні та липні. Клієнт вибирає товари в каталозі, потім замовляє їх у магазині або по телефону, а потім забирає в магазині дзвінків і зборів . Компанія також здійснює власну дистриб'юторську діяльність, доставляючи товари безпосередньо клієнтам. У великих магазинах, таких як Extra stocked in, товари можна придбати на місці.